# Robert B. Duncan
Pour les articles homonymes, voir Duncan et Robert Duncan.

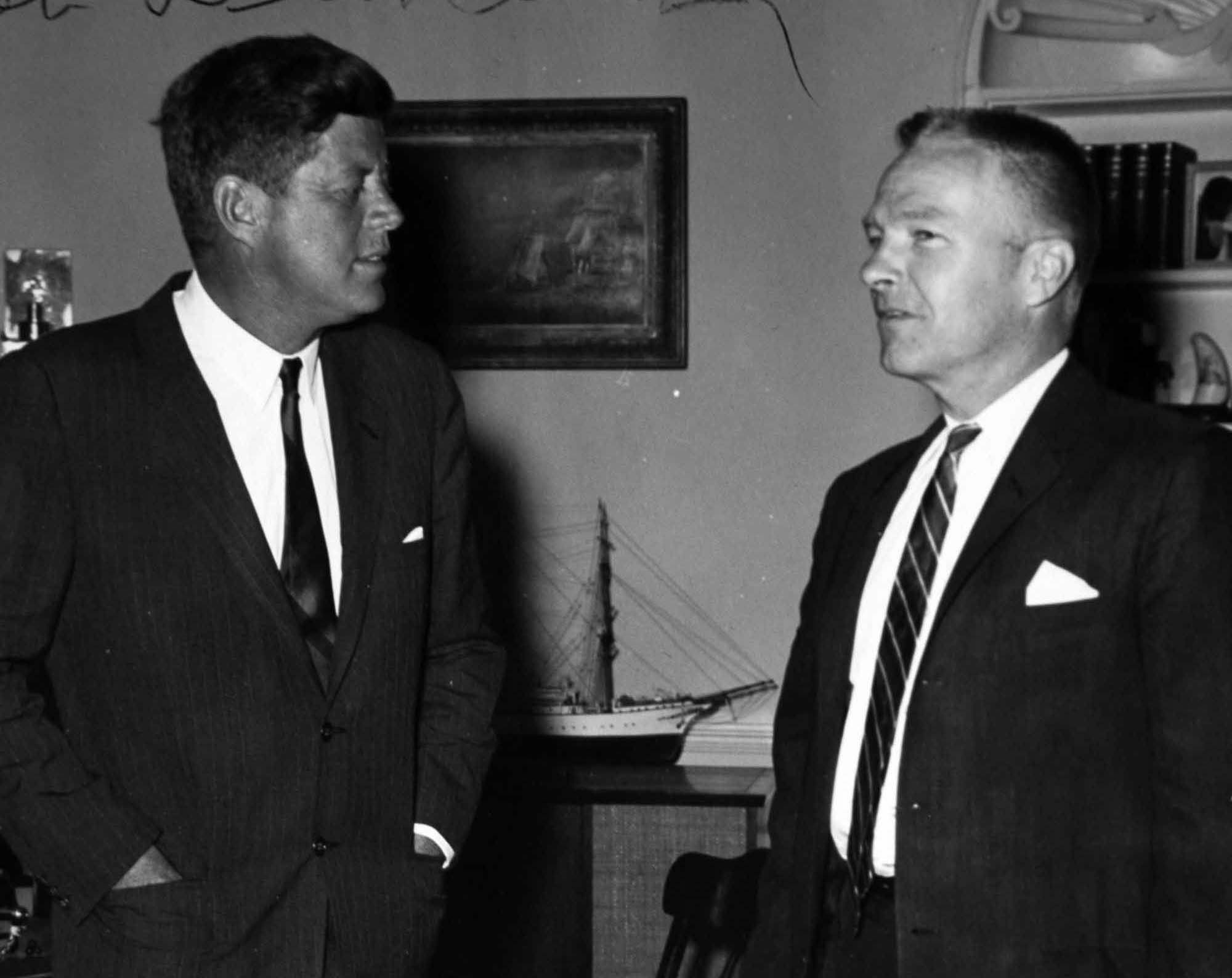
Robert B. Duncan, membre du Congrès des États-Unis, en compagnie du président John Fitzgerald Kennedy en 1962

Robert Blackford Duncan  (né le 4 décembre 1920 à Normal, dans l'Illinois et mort le 29 avril 2011  à Portland, dans l'Oregon) est un avocat et homme politique américain, membre du parti démocrate.
Robert B. Duncan fut représentant du 4e district de l'Oregon à la chambre des représentants des États-Unis de 1963 à 1967, puis du 3e district de l'Oregon de 1975 à 1981. Avant cela, il fut le 49e président de la chambre des représentants de l'Oregon de 1959 à 1962.

## Biographie

### Jeunesse
Robert B. Duncan est né à Normal, dans l'Illinois le 4 décembre 1920, fils d'Eugène Duncan, descendant d'une famille du Missouri, immigrée à l'origine de l'Écosse et de Catherine Blackford, issue d'une famille galloise. Il était le deuxième de quatre garçons : Carter, Bob (Robert Duncan), Clark et John Bruce. Il accomplit sa scolarité dans les écoles publiques de Bloomington, en Illinois. En 1939, à l'âge de 18 ans il étudie à l'université de l'Alaska à Fairbanks pendant un an. En 1940, il retourne en Illinois et continue ses études à l'université Wesleyenne de l'Illinois, dans sa ville natale, dont il sort diplômé en 1942. Au cours de ses études à l'université Wesleyenne, il rencontre Marijane Beverly Dill, qu'il épouse le 19 décembre 1942. Le couple a eu sept enfants : Nancy Guri, Angus, David, James, Laurie, Bonnie Dee et Jeanne. Pendant son séjour en Alaska, il travaille dans des mines d'or. 
Pendant la Seconde Guerre mondiale, il sert, de 1942 à 1945, dans l'United States Merchant Marine et dans l'United States Naval Air Force comme pilote. Après la guerre, Duncan est allé à l'University of Michigan Law School à Traverse City, Michigan dont il sort diplômé en 1948. En 1949, il part avec sa femme et ses deux premiers enfants pour aller vivre dans l'État d’Oregon. Il rejoint le cabinet d’avocats de William M. McAllister dans la ville de Medford au sud de l'Oregon.

### Carrière politique
En 1956, Robert B. Duncan est élu à la chambre des Représentants de l'Oregon. Il a été réélu trois fois, et a été élu président de la chambre des représentants à deux reprises, en 1959 et 1961. En 1962, il est élu à la Chambre des représentants des États-Unis dans la 4e circonscription de l'Oregon.
En 1966, il est le candidat démocrate pour le Sénat des États-Unis contre le Républicain Mark Hatfield, gouverneur de l'État. Duncan a soutenu la politique de la guerre du Viêt Nam du président Lyndon B. Johnson, alors que son concurrent Hatfield était contre. Ce conflit a mené à un schisme dans le parti démocrate de l'Oregon. Le sénateur Wayne Morse, démocrate mais contre la guerre, a soutenu Hatfield. Le résultat de l'élection fut serré, et la victoire revint finalement à Hatfield. Robert B. Duncan déménage à Portland où il reprend son métier d’avocat. En 1968, il se présente à nouveau aux élections pour le Sénat, cette fois contre le sénateur Wayne Morse (en) dans une primaire démocrate. À l'issue d'une élection à nouveau très serrée, il perd une nouvelle fois. En 1974, il est réélu à la Chambre des représentants des États-Unis, cette fois dans la 3e circonscription de l'Oregon, et il y reste six ans. 

### Dernières années et famille
En 1985, Robert B. Duncan retourne vivre en Oregon, dans le village de Yachats au bord de la mer. Il est nommé au Northwest Power and Conservation Council (en) en 1984 et en devient le président en 1987. Après la fin de son mandat avec le Council (1988), il passe ses dernières années en rénovant sa maison de Yachats, et en s'occupant de ses sept petits-enfants et de sa collection de voitures.
Sa première femme, Marijane, est morte le 9 novembre 1990. Il se remarie avec Kathryn Boe, la veuve de Jason Boe (en), un homme politique qui a été président du Sénat d'Oregon de 1973 à 1980. Il a vécu à Portland jusqu'à sa mort, à l'âge de 90 ans, le 29 avril 2011 à la maison de retraite Mirabella.
Robert B. Duncan a fait donation de ses papiers à l'université de l'Oregon à Eugene (The Robert B. Duncan collection). Un livre de quatre volumes de ses écrits se trouve dans cette collection ainsi que dans les archives de l'université Wesleyenne de l'Illinois, de l'université de l'Alaska à Fairbanks et de l'Oregon Historical Society (en) à Portland.